# Branko Korošec
Branko Korošec, slovenski zgodovinar geodezije in kartografije, * 11. oktober 1927, Radovljica, † 1. marec 1999, Ljubljana.

## Življenjepis
Korošec je od oktobra 1944 delal v partizanski tehniki. Od leta 1946 do 1948 je bil štabni kartograf KNOJa. Na ljubljanski filozofski fakulteti je študiral umetnostno zgodovino in bil med drugim od 1968 do 1975 dokumentarist urbanističnih programov v Biroju za regionalno prostorsko planiranje v Ljubljani. Napisal je več knjig in objavil več člankov o zgodovini slovenske kartografije.